# Рыбальченко, Станислав Альбертович
Станислав Альбертович Рыбальченко (укр. Станіслав Рибальченко; род. 15 июля 1971, Сватово, Ворошиловградская область) — советский  и украинский тяжелоатлет, чемпион Европы (1997),  призёр чемпионата мира (1994), участник Олимпийских игр (1996), многократный чемпион и призёр чемпионатов и Кубков Украины. Мастер спорта СССР (1990). Мастер спорта СССР международного класса (1991). Заслуженный мастер спорта Украины (1997).

## Биография
Станислав Рыбальченко родился 15 июля 1971 года в городе Сватово. С 1978 по 1987 год учился в Сватовской средней школе № 7. Начал заниматься тяжёлой атлетикой в возрасте 11 лет под руководством Михаила Белобровского в Сватовской ДЮСШ. В 1987 году поступил в Ворошиловградскую школу-интернат спортивного профиля. На рубеже 1980-х и 1990-х годов привлекался в юниорскую сборную СССР. В 1991 году был чемпионом мира среди атлетов не старше 20 лет.
Наиболее значимых успехов добивался в середине 1990-х годов, выступая в составе сборной Украины. В 1994 году на чемпионате мира в Стамбуле стал бронзовым призёром в толчке и по сумме упражнений. В 1996 году участвовал в Олимпийских играх в Атланте, где занял 4 место. В 1997 году на чемпионате Европы в Риеке завоевал бронзовую медаль в рывке и золотые награды в толчке и по сумме двоеборья.
После завершения спортивной карьеры занялся тренерской деятельностью. С 2004 года работал тренером-преподавателем по пауэрлифтингу в Луганском областном центре по физической культуре и спорту инвалидов «Инваспорт». С 2014 года возглавляет Луганскую областную детско-юношескую спортивную школу инвалидов, расположенную в городе Кременная.

## Образование
В 1995 году окончил факультет физического воспитания Луганского государственного педагогического университета.

## Спортивные результаты
| Год  | Соревнование                 | Место проведения | Весовая категория | Рывок    | Толчок   | Сумма двоеборья | Место |
| 1991 | Чемпионат мира среди юниоров | Вольмирштедт     | до 90 кг          | 160 кг   | 205 кг   | 365 кг          | 1     |
| 1993 | Чемпионат Украины            | Винница          | до 91 кг          | 160 кг   | 200 кг   | 360 кг          | 3     |
| 1994 | Чемпионат Украины            | Одесса           | до 99 кг          | 175 кг   | 205 кг   | 380 кг          | 1     |
| 1994 | Чемпионат мира               | Стамбул          | до 99 кг          | 177,5 кг | 217,5 кг | 395 кг          | 3     |
| 1995 | Чемпионат Европы             | Варшава          | до 99 кг          | 172,5 кг | —        | —               | —     |
| 1995 | Спартакиада Украины          | Винница          | до 99 кг          | 180 кг   | 205 кг   | 385 кг          | 1     |
| 1995 | Чемпионат мира               | Гуанчжоу         | до 99 кг          | 180 кг   | 215 кг   | 395 кг          | 4     |
| 1996 | Чемпионат Украины            | Луцк             | до 99 кг          | 172,5 кг | 200 кг   | 372,5 кг        | 1     |
| 1996 | Олимпийские игры             | Атланта          | до 99 кг          | 182,5 кг | 212,5 кг | 395 кг          | 4     |
| 1997 | Чемпионат Европы             | Риека            | до 99 кг          | 177,5 кг | 212,5 кг | 390 кг          | 1     |
| 1997 | Чемпионат Украины            | Луганск          | до 99 кг          | 175 кг   | 202,5 кг | 377,5 кг        | 1     |
| 1998 | Чемпионат Европы             | Риза             | до 94 кг          | 175 кг   | 205 кг   | 380 кг          | 4     |
| 1998 | Чемпионат Украины            | Донецк           | до 94 кг          | 170 кг   | 200 кг   | 370 кг          | 2     |
| 1998 | Чемпионат мира               | Лахти            | до 94 кг          | 172,5 кг | 200 кг   | 372,5 кг        | 10    |